# Großsteingrab Neuenkirchen
Das Großsteingrab Neuenkirchen war eine megalithische Grabanlage der jungsteinzeitlichen Trichterbecherkultur bei Neuenkirchen, einem Ortsteil von Zarrentin am Schaalsee im Landkreis Ludwigslust-Parchim (Mecklenburg-Vorpommern). Es wurde 1935 von Ernst Sprockhoff für seinen Atlas der Megalithgräber Deutschlands vermessen und trägt die Sprockhoff-Nummer 400. Im folgenden Jahr wurde das Grab zerstört.

## Lage
Das Großsteingrab befand sich 250 m östlich von Neuenkirchen und 50 m südlich des Weges nach Groß Salitz.

## Beschreibung
Die Anlage besaß ein nordost-südwestlich orientiertes Hünenbett mit einer Länge von 8 m und einer Breite von 6 m. Bei Sprockhoffs Untersuchung waren von den ursprünglich wohl 18 Umfassungssteinen noch neun erhalten. Die beiden mittleren Steine der Langseiten standen noch in situ. Die Grabkammer war ebenfalls nordost-südwestlich orientiert; es handelte sich um einen erweiterten Dolmen. Sie besaß zwei Wandsteinpaare an den Langseiten, einen Abschlussstein am Nordosten und einen kleineren Stein auf der entgegengesetzten Seite, der nur eine Hälfte der Schmalseite einnahm und somit einen Zugang frei ließ. Die Decksteine fehlten. Die Kammer hatte eine Länge von 2,5 m und eine Breite von 1 m.